# Exposition universelle de 2020
L'Expo 2020 (en arabe : إكسبو 2020) est une exposition universelle qui se tient à Dubaï, aux Émirats arabes unis du 1er octobre 2021 au 31 mars 2022.
Elle devait se tenir originellement du 20 octobre 2020 au 10 avril 2021, mais du fait de la pandémie de Covid-19, le Bureau international des expositions, ainsi que le comité d'organisation, avec le soutien de nombreux pays dont la France par la voix de la Compagnie française des expositions (Cofrex), ont étudié la possibilité d'un report. Un vote a été organisé entre le 24 avril et le 29 mai 2020, afin de statuer sur un éventuel report. La décision de report a finalement été annoncée par le BIE le 4 mai 2020 et l'exposition se tient du 1er octobre 2021 au 31 mars 2022. Officiellement, l'exposition conserve le millésime 2020 à l'image d'autres évènements Internationaux comme les Jeux olympiques d'été de 2020 ou l'Euro 2020.

## L'Exposition de Dubaï

### Sélection de la ville organisatrice
Les 26 et 27 novembre 2013 s'est tenue la 153e session du Bureau international des expositions en vue d'élire la ville devant accueillir l'Exposition universelle 2020.
Les autres villes en lice pour la tenue de l'expo étaient :
- Izmir
- São Paulo
- Iekaterinbourg

La ville de São Paulo proposait le thème « Pouvoir de la diversité, Harmonie pour la croissance » (Power of Diversity, Harmony for Growth) pour une Exposition qui devait couvrir 502 hectares. Éliminée au premier tour de votes, São Paulo aurait été la première ville d'Amérique latine à accueillir une Exposition universelle.
Le thème « Nouvelles routes vers un monde meilleur / Santé pour tous » (New Routes to a Better World / Health for All) proposé par les Turcs d'Izmir fait suite au symposium Health for All tenu en octobre 2013 dans cette ville. La candidature d'Izmir a été rejetée au deuxième tour.
La ville russe d’Iekaterinbourg, dont le thème proposé était « L'Esprit mondial » (The Global Mind), a vu sa candidature rejetée au tour final, n'obtenant que 47 votes contre 116 pour Dubaï.

### Le thème de Dubaï
Les Émirats arabes unis ont choisi le thème « Connecter les esprits, créer l'avenir » (Connecting Minds, Creating the Future), les sous-thèmes étant la durabilité, la mobilité et l'opportunité. 
« Dans le monde hautement interconnecté d'aujourd'hui, une vision renouvelée du progrès et du développement basé sur le but et l'engagement partagés est essentielle » annonçait, afin de promouvoir ce thème et pousser la candidature de sa capitale, l'émir de Dubaï, le Sheikh Mohammed ben Rachid Al Maktoum.
C'est donc le projet émirati qui, le 27 novembre 2013, a été désigné pour organiser l'Exposition universelle 2020[réf. souhaitée].

### La célébration du vote
C'est le 27 novembre 2013 que Dubaï remporte le droit d'accueillir l'expo 2020. Pour fêter la victoire, des feux d'artifice sont tirés du Burj Khalifa. Un jour férié national est déclaré le lendemain pour tous les établissements d'enseignement à travers le pays[réf. nécessaire]. Le cheikh Mohammed ben Rachid Al Maktoum promet que Dubaï « étonnera le monde » en 2020.

### L'organisation et prévisions
L'Exposition universelle à Dubaï en 2020 sera ainsi la première à se dérouler dans la région MENA et SA (Moyen-Orient, Afrique du Nord et Asie du Sud).
D’après certains experts, l'organisation de la foire mondiale et les préparatifs qui en découlent devraient déboucher sur 277 000 nouveaux emplois aux Émirats arabes unis. De plus, on prévoit une injection de près de 40 milliards de dollars dans l'économie et une augmentation des visiteurs d'au moins 25 millions et jusqu'à 100 millions. Pour sa part, le directeur général de la municipalité de Dubaï, Hussain Nasser Lootah, déclare avoir le plus grand laboratoire de la région et peut facilement rechercher de nouveaux matériaux et technologies nécessaires à la construction. 
En 2016, les organisateurs espéraient accueillir lors de la manifestation, entre son ouverture le 20 octobre 2020 et sa clôture le 10 avril 2021, jusqu'à 300 000 visiteurs/jour.

### Polémique
Malgré un optimisme général, certains experts et rapports prévoient que le ralentissement économique récent va pénaliser le projet et ils prédisent que l'Exposition universelle 2020 de Dubaï débouchera sur une bulle immobilière qui pourrait avoir des conséquences importantes.

### La stratégie mise en place et investissements
Reem Al Hashimi, ministre d'État pour la Coopération internationale des Émirats arabes unis, est nommée directrice générale de Dubaï Expo 2020.
Dubaï a décidé d'insister sur les investissements dans divers secteurs tels que la croissance économique, l'immobilier, les avenues environnementales et les affaires publiques. Ainsi Dubaï a réalisé d'importants investissements dans l'immobilier et a mis en place un projet mondial de production d'énergie solaire tout au long de l'Expo 2020.
De plus, le gouvernement souhaite accorder une importance égale aux relations publiques. Ainsi, l'initiative Dubai Happiness Agenda (« programme du bonheur de Dubaï ») comporte seize programmes sous quatre thèmes qui résument 82 projets à mettre dans la ville dans le but de rendre la ville la plus heureuse d'ici 2020. Selon les organisateurs, l'Expo 2020 de Dubaï aiderait le pays à connaître une hausse du PIB comme prévu par le Fonds monétaire international.
En 2016, Expo 2020 attribue pas moins de 1 200 contrats portant sur des investissements de près de 2 milliards de dirhams (510 millions d'euros).
En début d'année 2017, Dubaï annonce qu'elle devrait attribuer au long de l’année des contrats pour une valeur de 11 milliards de dirhams (2,8 milliards d'euros) pour les travaux d'infrastructure nécessaires pour l'événement.

## Le site
Le site principal d’Expo 2020 Dubaï est un espace de 438 hectares situé à mi-chemin entre Dubaï et Abou Dabi. Le plan directeur, conçu par l'entreprise américaine HOK, est organisé autour d'une place centrale, intitulée Al Wasl (qui signifie « la connexion » en arabe), entourée par trois grands pavillons, appelés districts, chacun consacré à un sous-thème : opportunité, durabilité et mobilité.

### Les bâtiments

#### Al Wasl Plaza
Début avril 2017, les plans de l’Al Wasl Plaza, le dernier élément majeur de la conception du site Expo 2020, sont dévoilés. Ce bâtiment, mesurant 150 mètres de diamètre, est un espace ouvert combinant un design « époustouflant », une technologie innovante et un treillis en dôme complexe intégrant une « immense expérience de projection immersive ». C'est un espace unique situé au centre du site. Il a été achevé à la fin de 2019. Al Wasl relie les trois quartiers thématiques, ainsi que les autres halls principaux, y compris le lien du métro de Dubaï et le pavillon des Émirats arabes unis, à travers ses sept entrées et sorties.

#### Pavillon des Émirats arabes unis
Émirats arabes unis – Inclusion, Connection and Tolerance (« Inclusion, connexion et tolérance »). Le pavillon national, de Santiago Calatrava, reprend la forme d'un faucon. Les Émirats arabes unis sont le pays hôte de l'expo 2020, leur pavillon est donc à part des pavillons nationaux.

#### DistrictSustainability(«Durabilité»)
- Pavillon « Durabilité » – pavillon thématique : dédié à la question de la durabilité et à notre capacité à créer des opportunités, en faisant plus avec moins, tout en protégeant et préservant notre environnement pour les générations futures[19].

| Pays | Thème                                                                           | Sujets abordés                                         | Architecte                                                                            | Image |
| --- | ------------------------------------------------------------------------------- | ------------------------------------------------------ | ------------------------------------------------------------------------------------- | ----- |
| Allemagne                                                                                                 | Campus de l'Allemagne                                                           | Innovations environnementales                          | LAVA, facts and fiction                                                               |       |
| Azerbaïdjan                                                                                               | Des graines pour le futur                                                       | Jardin ; Impact de l'homme sur la nature               | Simmetrico                                                                            |       |
| Brésil | Ensemble pour la diversité                                                      | Amazonie ; eau ; biodiversité                          | JPG.ARQ, MMBB et Ben-Avid                                                             |       |
| Canada | Canada : L'avenir en tête                                                       | Innovation ; énergie propre ; forêt                    | Moriyama et Teshima                                                                   |       |
| Espagne                                                                                                   | Des Peuples et des Lieux                                                        | Histoire arabe de l'Espagne ; innovations              | Amann-Canovas-Maruri                                                                  |       |
| Koweït | Nouveau Koweït : de nouvelles opportunités pour la durabilité                   | Développement durable ; musique                        |                                                                                       |       |
| Lituanie                                                                                                  | OPENARIUM!                                                                      |                                                        |                                                                                       |       |
| Malaisie                                                                                                  | Encourager le développement durable                                             | #MyButterflyEffect ; énergie solaire ; forêt tropicale |                                                                                       |       |
| Monténégro                                                                                                | Monténégro - Un don de la nature                                                | Mer ; montagne ; rivières                              | Matija Vukovic                                                                        |       |
| Nouvelle-Zélande                                                                                          | Prendre soin des personnes et de l’environnement                                | Kaitiakitanga (philosophie maorie)                     | Jasmax                                                                                |       |
| Ouzbékistan                                                                                               | Connecter les gens par un voyage dans le temps le long de la Route de la soie   |                                                        | OP3 Expo                                                                              |       |
| Pays-Bas                                                                                                  | Unir l’eau, l’énergie et la gastronomie                                         | Production d’énergie ; ferme verticale                 | V8 architects                                                                         |       |
| Philippines                                                                                               | Bangkóta : Récif corallien des Philippines                                      | Migration ; créativité ; nature                        | Budji + Architecture royale + Design                                                  |       |
| Portugal                                                                                                  | Un monde dans un seul pays                                                      | Diversité ; économie bleue ; tourisme                  |                                                                                       |       |
| République tchèque                                                                                        | Printemps de Prague                                                             | Printemps ; verre ; agriculture                        | Formosa AA                                                                            |       |
| Roumanie                                                                                                  | New Nature                                                                      | Nature ; tradition ; éducation ; technologie           | Eliza Yokina et Adrian Soare, Cumulus                                                 |       |
| Singapour                                                                                                 | Nature. Culture. Futur.                                                         | Innovations urbaines ; cité-jardin ; canopée           | WOHA (en)                                                                             |       |
| Slovénie                                                                                                  | Slovénie : une expérience écologique et intelligente.                           | Oasis verte ; Prix Destination verte                   | Magnet Design                                                                         |       |
| Suède | Co-création pour l’innovation                                                   | Forêt ; villes intelligentes ;                         | Alessandro Ripellino (sv) Arkitekter, Studio Adrien Gardère et Luigi Pardo Architetti |       |
| Cluster Sustainability (il permet à des petits pays d'être présents sans construire un pavillon national) |                                                                                 |                                                        |                                                                                       |       |
| Comores                                                                                                   | Une fleur fraîchement éclose                                                    | cœlacanthes ; Ylang-Ylang ; reine de Saba              |                                                                                       |       |
| Cuba | Un berceau de créativité et d’innovation exceptionnelles                        | Musique cubaine ; Sucre de canne                       |                                                                                       |       |
| Guinée | Exploration de l’histoire et de l’héritage du pays sous l’angle de l’eau        | Eau ; Recyclage ; Énergies propres                     |                                                                                       |       |
| Mozambique                                                                                                | Donner la priorité à l'avenir                                                   | 2025 ; Estampes ; Vœux                                 |                                                                                       |       |
| Saint-Christophe-et-Niévès                                                                                |                                                                                 | Nature ; Sugar Mas ; îles                              | Étudiants du Nevis Sixth Form College                                                 |       |
| Seychelles                                                                                                | Le trésor protégé                                                               | Chasse au trésor ; pollution plastique ; Blue Bond     |                                                                                       |       |
| Suriname                                                                                                  | Le pouvoir de la diversité; Le Suriname une oasis d'opportunité!                | Moksie Patu ; eau ; jungle                             |                                                                                       |       |
| Yémen | Savoir ∞                                                                        | Ingénierie ; Al Wisabi ; Astrolabe                     |                                                                                       |       |
| Entreprises & Organisations                                                                               |                                                                                 |                                                        |                                                                                       |       |
| Pavillon des femmes                                                                                       | Nouvelles perspectives : lorsque les femmes s’épanouissent, l’humanité prospère |                                                        | e.construct                                                                           |       |

#### DistrictMobility(«Mobilité»)
- Pavillon « Mobilité »[20] – Pavillon thématique : la circulation des personnes, des marchandises, des données et des idées. Le pavillon présentera les déplacements depuis les explorateurs jusqu'à l'intelligence artificielle.

| Pays                                                                                                | Thème | Sujets abordés                                                 | Architecte                                          | Image |
| --------------------------------------------------------------------------------------------------- | --- | -------------------------------------------------------------- | --------------------------------------------------- | ----- |
| Algérie                                                                                             | Voyagez à travers le riche héritage de l’Algérie                                                                  | Casbah ; Thé                                                   | Pico                                                |       |
| Angola                                                                                              | Se connecter à la tradition pour innover                                                                          | Dessin dans le sable ; Flore angolaise                         | Paula Assis Nascimento                              |       |
| Australie                                                                                           | Rêve de ciel bleu                                                                                                 | Astronomie ; Immigration ; Arts                                |                                                     |       |
| Belgique                                                                                            | Une Belgique intelligente et écologique pour 2050                                                                 | Alimentation ; agriculture                                     | Assar Architects et Vincent Callebaut Architectures |       |
| Chili                                                                                               | |                                                                |                                                     |       |
| Corée du Sud                                                                                        | Corée intelligente, faire venir le monde à vous                                                                   | Réalité virtuelle ; Art coréen                                 | Mooyuki Architects                                  |       |
| Croatie                                                                                             | De brillantes figures qui ont influencé le monde d’aujourd’hui                                                    |                                                                | Ante Vrban                                          |       |
| Danemark                                                                                            | |                                                                |                                                     |       |
| Estonie                                                                                             | Estonie - la société numérique la plus avancée au monde!                                                          | État numérique ; Cloud computing ; Administration électronique |                                                     |       |
| Finlande                                                                                            | Partager des compétences innovantes                                                                               | Neige ; éducation ; bien-être ; paysage                        | JKMM Architectes                                    |       |
| France                                                                                              | Lumière, lumières                                                                                                 | Soleil ; siècle des Lumières ; développement durable           | Atelier du Prado Architectes and Celnikier & Grabli |       |
| Hongrie                                                                                             | Découvrez la Hongrie et ses trésors naturels et culturels                                                         | Eau ; bois                                                     | Fondation Imre Makovecz                             |       |
| Iran                                                                                                | Une civilisation ancienne et stable, une nation accueillante                                                      | Tapis persan ; argile ; Coexistence                            | Shift Process Practice                              |       |
| Irlande                                                                                             | Irlande – île d'inspiration                                                                                       | Mythes celtes ; Créativité ; ingénierie                        |                                                     |       |
| Lettonie                                                                                            | Connecter les esprits, construire un avenir plus respirable                                                       | Réflexion ; technologie ; Climat                               |                                                     |       |
| Oman                                                                                                | Oman – Opportunités au fil du temps                                                                               | Encens ; médecine ; alimentation                               | Adi Architecture                                    |       |
| Pérou                                                                                               | Pérou intemporel et éternel                                                                                       | Super-aliments ; Q’eswachaka ; culture inca                    | Habitare                                            |       |
| Pologne                                                                                             | Nuées cinétiques d’oiseaux volant au-dessus des visiteurs                                                         | Migration ; Échange ; Connexion                                | WXCA (pl)                                           |       |
| Russie                                                                                              | Esprit créatif : conduire l'avenir                                                                                |                                                                | Tchoban SPEECH, Simpateka Entertainment Group       |       |
| Serbie                                                                                              | 7 000 ans de créativité et d'innovation pour l'avenir                                                             | Réalité virtuelle ; culture de Vinča ; Nikola Tesla            | Studio d'architectes A3                             |       |
| Soudan                                                                                              | Le pays des opportunités infinies                                                                                 | Mine ; Nil ; Agriculture                                       | Sara Elhussein                                      |       |
| Thaïlande                                                                                           | Mobilité pour l’avenir                                                                                            | Logistique ; fleurs                                            | Index Creative Village                              |       |
| Turkménistan                                                                                        | Le pouvoir des cinq                                                                                               | Agriculture ; chevaux ; ODD                                    | Tekmil                                              |       |
| Cluster Mobility (il permet à des petits pays d'être présents sans construire un pavillon national) | |                                                                |                                                     |       |
| Botswana                                                                                            | L’ADN du progrès                                                                                                  |                                                                |                                                     |       |
| Côte d'Ivoire                                                                                       | La voie vers une nouvelle Afrique                                                                                 | Francophonie ; tissu ; chocolat                                |                                                     |       |
| Djibouti                                                                                            | Terre de commerce et de rencontre                                                                                 | Objets ménagers ; Énergie propre ; Logistique                  | Étudiants de l'Université nationale de Djibouti     |       |
| Grenade                                                                                             | Grenade! Améliorer son environnement par le mouvement des personnes, de la culture, des produits et des services. | Calypso ; Chocolat ; épices                                    |                                                     |       |
| Jamaïque                                                                                            | Le rythme qui anime et connecte le monde                                                                          | Café Blue Mountain ; logistique ; reggae                       |                                                     |       |
| Salvador                                                                                            | Se transformer pour devenir un moteur de durabilité                                                               | Tourisme durable ; surf ; Café                                 |                                                     |       |
| Syrie                                                                                               | Une nation ambitieuse capable de construire un avenir meilleur                                                    | Hymne Hourrite ; histoire de l'écriture                        | Designers XYZ                                       |       |
| Tanzanie                                                                                            | Une fenêtre pour découvrir toute l’étendue de la Tanzanie                                                         | Dar es Salam ; safari virtuel                                  |                                                     |       |
| Entreprises & Organisations                                                                         | |                                                                |                                                     |       |
| DP World                                                                                            | Faciliter les échanges commerciaux                                                                                | Marchandises ; flux ; logistique                               | Yaghmour Architects                                 |       |
| Université des Émirats arabes unis                                                                  | |                                                                | BASE Engineering, TODO, F&M                         |       |

#### DistrictOpportunity(«Opportunité»)
- Pavillon « Opportunité » – Pavillon thématique : l'opportunité est au cœur du développement, veillant à ce que de nouveaux horizons s'ouvrent aux individus et aux communautés pour les aider à répondre à leurs besoins actuels et à leurs aspirations futures[21].

| Pays                                                                                                   | Thème                                                                                         | Sujets abordés                                               | Architecte                                                                        | Image |
| --- | --------------------------------------------------------------------------------------------- | ------------------------------------------------------------ | --------------------------------------------------------------------------------- | ----- |
| Autriche                                                                                               | Toute bonne idée naît de la bonne question                                                    | Low-tech ; café viennois                                     | Querkraft                                                                         |       |
| Arabie saoudite                                                                                        | Le ciel est la limite                                                                         | Patrimoine ; nature                                          | Boris Micka Associates                                                            |       |
| Bahreïn                                                                                                | La densité comme opportunité                                                                  | Tissage ; fibre de carbone                                   |                                                                                   |       |
| Biélorussie                                                                                            | Forêt de technologies du futur                                                                | Forêt                                                        | NÜSSLI Adunic AG                                                                  |       |
| Brunei                                                                                                 |                                                                                               |                                                              |                                                                                   |       |
| Chine                                                                                                  | Construire une communauté avec un avenir partagé pour l'humanité - Innovation et opportunités | 5G ; IA ; Traditions                                         | Construction Engineering Design Group Corporation Limited                         |       |
| Colombie                                                                                               |                                                                                               |                                                              |                                                                                   |       |
| Égypte                                                                                                 | Terre d’opportunités et de prospérité                                                         | Égypte antique                                               | Hazem Hamada                                                                      |       |
| États-Unis                                                                                             | Ce qui vous transporte                                                                        | Concept-car ; Hyperloop ; voyages spatiaux                   |                                                                                   |       |
| Inde                                                                                                   | L’avenir est en Inde                                                                          | Espace ; tradition ; tourisme ;                              |                                                                                   |       |
| Indonésie                                                                                              | Transformer la civilisation future, grâce à l'innovation et à la diversité                    | Épices ; nature ; archipel                                   |                                                                                   |       |
| Irak                                                                                                   |                                                                                               |                                                              |                                                                                   |       |
| Italie                                                                                                 | La beauté relie les gens                                                                      | Beauté ; Méditerranée ; routes                               | Carlo Ratti, Italo Rota (en), Matteo Gatto, F & M Ingénierie                      |       |
| Japon                                                                                                  | S’unir. Synchroniser. Agir.                                                                   | Eau ; vent ; hôtellerie ; Expo 2025                          | Yuko Nagayama (ja) et NTT Facilities (en)                                         |       |
| Kazakhstan                                                                                             | Présentation de paysages uniques, d'une histoire riche, d'une culture et d'opportunités       | Nature ; transports ; IA                                     |                                                                                   |       |
| Liban                                                                                                  |                                                                                               |                                                              |                                                                                   |       |
| Luxembourg                                                                                             | Le Luxembourg, pays plein de ressources                                                       | Économie circulaire ; révolution industrielle                | Metaform                                                                          |       |
| Maroc                                                                                                  | Un royaume d’Inspiration                                                                      | Médinas ; technique de pointe                                | OUALALOU + CHOI                                                                   |       |
| Monaco                                                                                                 | Monaco 360° – un monde d’opportunités                                                         | Voyage multi-sensoriel ; culture monégasque                  | AODA                                                                              |       |
| Norvège                                                                                                | La Norvège pour les Océans                                                                    | Océan                                                        | Rintala Eggertsson Architects, Expomobilia et FiveCurrents                        |       |
| Pakistan                                                                                               | Le trésor caché                                                                               |                                                              | Al Jabal Engineering                                                              |       |
| Royaume-Uni                                                                                            | Innover pour un avenir partagé                                                                | IA ; espace ; Exosquelette                                   | Es Devlin Studio, Avantgarde et Veretec                                           |       |
| Suisse                                                                                                 | Belles Vues                                                                                   | Randonnée ; innovation                                       | OOS                                                                               |       |
| Ukraine                                                                                                | Ukraine intelligente : faisons le lien                                                        | Smart life                                                   |                                                                                   |       |
| Cluster Opportunity (il permet à des petits pays d'être présents sans construire un pavillon national) |                                                                                               |                                                              |                                                                                   |       |
| Birmanie                                                                                               | Inciter les visiteurs à suivre la voie vers l’introspection et l’autoréflexion                | Introspection ; broderies ; laques                           | Étudiant de l'Université technologique de Rangoun Ouest                           |       |
| Burundi                                                                                                | Burundi, la philosophie du don et de la réception                                             | Café ; tambours sacrés ; agro-industrie                      |                                                                                   |       |
| République démocratique du Congo                                                                       | Nous faisons battre le cœur de l’Afrique                                                      | Termitière ; fleuve Congo ; nzango                           |                                                                                   |       |
| Éthiopie                                                                                               | Les terres d’origine et d’opportunité                                                         | Lucy ; produits éthiopiens ; cérémonie du café               |                                                                                   |       |
| Fidji                                                                                                  | Voguez sur les vagues du bonheur                                                              | Bonheur ; changement climatique                              |                                                                                   |       |
| Ghana                                                                                                  | Ghana – Opportunités illimitées                                                               | Bourse ; anansi                                              |                                                                                   |       |
| Kenya                                                                                                  | Sentez l’énergie du Kenya                                                                     | Tribus kényane                                               |                                                                                   |       |
| Malawi                                                                                                 | Le cœur chaud de l'Afrique                                                                    | Santé ; tourisme ; bao                                       |                                                                                   |       |
| Mali                                                                                                   | Bènso Jatigiya’ (point de rencontre)                                                          | Abdoulaye Konaté                                             |                                                                                   |       |
| Malte                                                                                                  | Où se rencontrent tradition et modernité                                                      | Méditerranée ; Filigrane                                     |                                                                                   |       |
| Maurice                                                                                                | Les racines du futur                                                                          | Forêt mauricienne ; océan Indien ; dodo                      |                                                                                   |       |
| Nigeria                                                                                                | Augmentation de la valeur                                                                     |                                                              |                                                                                   |       |
| Rwanda                                                                                                 | Remarquable Rwanda                                                                            | Trekking ; gorilles ; Café                                   |                                                                                   |       |
| Soudan du Sud                                                                                          | À travers le prisme de l’opportunité                                                          | Plus jeune nation du monde                                   |                                                                                   |       |
| Sri Lanka                                                                                              | Tellement Sri Lanka                                                                           | Adaptabilité ; eau ; thé                                     | Étudiants de l'université de Moratuwa                                             |       |
| Tonga                                                                                                  | La Terre, mon amie                                                                            | Forêt ; récif corallien ; baleine                            |                                                                                   |       |
| Viêt Nam                                                                                               | Un modèle de développement durable et équilibré                                               | Phở ; art vietnamien ; spectacle                             | I5 et MarknB.                                                                     |       |
| Zambie                                                                                                 | Profitez d’une riche culture et explorez des ressources naturelles                            |                                                              |                                                                                   |       |
| Zimbabwe                                                                                               | Le joyau inexploité de l'Afrique                                                              | Grand Zimbabwe ; TIC ; Savane ; Mine                         | Étudiants de l'université nationale des sciences et de la technologie de Bulawayo |       |
| Entreprises & Organisations                                                                            |                                                                                               |                                                              |                                                                                   |       |
| Emirates                                                                                               | Préparer l’avenir du transport aérien commercial                                              | Avion ; 2071 ; Innovation                                    |                                                                                   |       |
| ENOC                                                                                                   | Réinventer l’énergie                                                                          | Énergie ;                                                    | Jack Morton                                                                       |       |
| Conseil de coopération du Golfe                                                                        | Vision unifiée pour un avenir prometteur                                                      | Réalisations du CCG ; Coopération                            |                                                                                   |       |
| Ligue arabe                                                                                            | Mille et une clés                                                                             | Musique arabe ; courrier ; athlètes                          |                                                                                   |       |
| Organisation de la coopération islamique                                                               | IQRA !                                                                                        | Islam ; Calligraphie                                         |                                                                                   |       |
| The futur of Expo                                                                                      |                                                                                               |                                                              |                                                                                   |       |
| Union africaine                                                                                        | Une Afrique stimulée par les Africains                                                        | Nelson Mandela ; coopération internationale ; panafricanisme |                                                                                   |       |
| Dubaï Cares                                                                                            | Se rejoindre les uns les autres pour créer un mouvement                                       | Éducation                                                    | Pico International Interior                                                       |       |

#### Autres participants
D'autres pays ont annoncé leurs participations. Le thème ou l'emplacement du pavillon n'est cependant pas encore annoncé.
| Pays                        | Thème                                                       | Sujets abordés         | Architecte | Image |
| --------------------------- | ----------------------------------------------------------- | ---------------------- | ---------- | ----- |
| Grèce                       |                                                             |                        |            |       |
| Israël                      |                                                             |                        |            |       |
| Palestine                   |                                                             |                        |            |       |
| Slovénie                    |                                                             |                        |            |       |
| Tunisie                     |                                                             |                        |            |       |
| Venezuela                   |                                                             |                        |            |       |
| Entreprises & Organisations |                                                             |                        |            |       |
| EXPO Live                   | L'innovation peut venir de n'importe où, pour tout le monde | Optimisme ; Innovation |            |       |
| ENOC                        |                                                             |                        |            |       |